# 韭菜沟乡
韭菜沟乡是中国辽宁省鞍山市岫岩满族自治县下辖的一个乡。

## 行政区划
韭菜沟乡下辖韭菜沟村、永泉村、水獭岭村、朱家堡村、佟家堡村。